# Laives (Saône-et-Loire)
Laives település Franciaországban, Saône-et-Loire megyében. Lakosainak száma 964 fő (2022. január 1.). Laives Beaumont-sur-Grosne, Lalheue, Montceaux-Ragny, Nanton, Saint-Ambreuil és Sennecey-le-Grand községekkel határos.

## Népesség
A település népességének változása:
| Lakosok száma | 1012 | 1026 | 1083 | 1020 | 1005 | 991  | 981  | 973  | 964  |
|               | 2013 | 2015 | 2016 | 2017 | 2018 | 2019 | 2020 | 2021 | 2022 |